# Real Madrid Club de Fútbol "C"
El Real Madrid Club de Fútbol "C", más conocido como Real Madrid "C", es un club de fútbol de Madrid fundado bajo el nombre de Real Madrid Aficionados, juega en la Segunda División de la RFEF. Es un club de carácter amateur en los años cincuenta, mientras que fue instaurado oficialmente en 1991 como equipo dependiente y el segundo filial del club homónimo. En dicha fecha, tras la normativa de equipos filiales llevada a cabo por la Real Federación Española de Fútbol, pasó a adquirir su última denominación hasta el momento de su desaparición en junio de 2015. Está prevista su refundación para la temporada 2023-24 a la espera de hacerse efectivo el acuerdo de filialidad con el RSC Internacional Fútbol Club firmado en julio de 2022.
En el verano de 2012 el Real Madrid solicitó a la Federación Española un cambio de nombre por el que pasaría a llamarse Real Madrid Plus Ultra en honor del que fue el primer filial histórico del club —actual Real Madrid Castilla—, que sin embargo no llegó a materializarse. Bajo el antiguo nombre de Real Madrid Aficionados, cosechó su mejor resultado en la Copa del Rey a finales de los años ochenta, tras alcanzar los octavos de final (y eliminado por el Atlético de Madrid).
En sus participaciones ligueras, consiguió su mayor logro en su última participación en la extinta Segunda División "B", la mayor categoría que podía disputar según legislación, al finalizar en quinta posición, sólo superado a nivel de filiales por el Bilbao Athletic y el Levante Unión Deportiva "B", que eran ambos primeros equipos filiales o equipos "B", a diferencia de los madridistas ("C"). Además, ha conquistado en cinco ocasiones el título honorífico de campeón de la Tercera División, una Copa de la Liga de dicha categoría, doce Campeonatos de Castilla y ocho Campeonatos de España, todos en su categoría amateur.
Ocupa la primera posición en una hipotética clasificación histórica de los segundos equipos filiales o "C" según su rendimiento. Fue, hasta el momento de su desaparición, junto al Fútbol Club Barcelona, Club Atlético de Madrid, Athletic Club, Real Sociedad de Fútbol, Villarreal Club de Fútbol, Sevilla Fútbol Club, Unión Deportiva Las Palmas y Real Club Celta de Vigo los únicos clubes[cita requerida] que poseen o han poseído un segundo filial en el fútbol español y uno de los tres únicos clubes en participar en la tercera categoría del fútbol español junto a los segundos filiales de Fútbol Club Barcelona y Athletic Club, curiosamente los tres únicos clubes que han participado en todas las ediciones de la Primera División de España.
Diversas noticias informaron en 2022 que el club estaría evaluando la posibilidad de refundar el equipo para la formación de los juveniles, previo paso al equipo filial, militante en la Primera Federación. Finalmente obtendría su plaza en la Tercera Federación —a concretarse en la temporada 2023-24— tras un acuerdo de filialidad con el RSC Internacional Fútbol Club, lo que amortiguó el brusco cambio generacional entre categorías para los juveniles del club tras la compleja reestructuración de las mismas por parte de la RFEF en 2021. Este acuerdo supuso que el RSC Internacional pasara de jugar en el campo de fútbol de la Asociación de Vecinos de Orcasitas a entrenar y disputar los encuentros en la Ciudad Real Madrid.

## Historia
El equipo comenzó su existencia como un conjunto amateur en los años 50, bajo el nombre de Real Madrid Aficionados y se coronó seis veces consecutivas en el Campeonato de España de Aficionados. Su último campeonato en este torneo los clasificó para jugar la Copa de España 1970-71, de la que fueron eliminados en la segunda ronda por el Club de Fútbol Gandia. El mayor éxito del equipo vendría en ese mismo torneo, donde ya bajo el nombre de Copa del Rey alcanzaron los octavos de final en la temporada 1986-87 y fueron eliminados por el Club Atlético de Madrid.
En la Liga el equipo jugó en las ligas regionales hasta la temporada 1980-81 cuando ascienden por primera vez a la Tercera División. En 1990, después de que la Real Federación Española de Fútbol sacara un nuevo reglamento sobre equipos filiales, este conjunto fue renombrado como Real Madrid Club de Fútbol "C". Ya bajo esta denominación, el equipo consiguió su primer ascenso a la Segunda División "B" en la temporada 1992-93 y se mantuvo en ella durante 4 años, hasta que el descenso a dicha categoría del primer equipo filial les relegó a regresar a la Tercera División, en donde se han mantenido desde entonces. En la temporada 1998-99 pasaron talentos como Iker Casillas, César Navas, Fernando Fernández o Francisco Sousa. El equipo estuvo cerca de alcanzar el ascenso en la temporada 2005-06, pero en la final la plaza de ascenso fue obtenida por el C.D. Guijuelo debido a la regla del gol de visitante.
En la temporada 2011-12 vuelve a disputar la fase de ascenso a Segunda División "B", tras quedar en segundo lugar en el Grupo VII de Tercera División. En la primera fase se enfrenta al Villaralbo CF al que vence en la ida por 0-1 en Zamora. En el partido de vuelta disputado en la Ciudad Real Madrid de Valdebebas, el conjunto blanco vence por 4-1. En la 2.ª fase elimina a la UD Marbella al ganar 1-2 fuera de casa y 2-0 en la Ciudad del Real Madrid. En la última fase queda eliminado por el Club Deportivo Binisalem, pero por problemas económicos de otros clubes incapaces de asumir los costes de la categoría, la Real Federación Española de Fútbol le vendió una de las plazas vacantes para Segunda División "B".
Tras disputar la temporada 2014-15 en la Tercera División debido al descenso de categoría de su equipo precedente, el Real Madrid Castilla Club de Fútbol, el club decidió suprimir el equipo finalizando así con más de sesenta años de historia del filial.
Tras siete años, y provocado por la reestructuración de las competiciones en 2021, el club decidió refundar el equipo debido al brusco cambio entre categorías para los juveniles del club. El proceso administrativo fue similar al de la formación de la sección femenina. Es decir, un primer año de transición y, posteriormente, se haría todo el cambio de equipación y de nombre para hacerse efectivo el cambio en la temporada 2023-24. Un acuerdo transitorio con el RSC Internacional Fútbol Club, el cual disputó sus encuentros como local en la ciudad deportiva de Valdebebas con numerosos jugadores de la cantera madridista fue el preludio de la refundación del segundo filial blanco.

## Uniforme
El uniforme es el mismo que el del primer equipo, el Real Madrid Club de Fútbol, desde su fundación bajo en nombre de Real Madrid Aficionados hasta la actualidad, ya renombrado como Real Madrid Club de Fútbol "C" por la normativa de filiales de 1991 de la Real Federación Española. Esto es, camiseta, pantalones y medias blancas, salvo la excepción de las medias durante los primeros años.
| Primero | (Ver evolución) | Último |

## Estadio
El Real Madrid C jugaba sus partidos en la Ciudad Real Madrid, situada en Valdebebas al igual que el resto de equipos de las categorías inferiores del club.

## Datos del club
- Entrenador: Luis García
- Temporadas en 2ªB: 6
- Temporadas en 3.ª: 28
- Debut en Segunda División B de España: 1993-94
- Mejor puesto en la Liga: 5.º (Segunda División B de España, 2012-13)
- Peor puesto en la Liga: 14.º (Tercera División de España, 2003-04)

### Participaciones en Copa del Rey
7
| Temporada | Ronda                 | Rival                         | Ida | Vuelta | Global |  |
| --------- | --------------------- | ----------------------------- | --- | ------ | ------ |  |
| 1970-71   | Primera ronda (1/256) | Club Deportivo Ensidesa       | 1-1 | 2-1    | 3-2    |  |
| 1970-71   | Segunda ronda (1/128) | Club de Fútbol Gandia         | 3-0 | 2-0    | 2-3    |  |
| 1983-84   | Primera ronda (1/128) | Club Deportivo Badajoz        | 0-0 | 2-1    | 1-2    |  |
| 1984-85   | Primera ronda (1/128) | Club Deportivo Pegaso         | 1-1 | 1-0    | 1-2    |  |
| 1985-86   | Primera ronda (1/128) | Atlético Madrileño            | 2-1 | 0-1    | 1-3    |  |
| 1986-87   | Primera ronda (1/128) | Club Deportivo Valdepeñas     | 2-3 | 2-3    | 2-3    |  |
| 1986-87   | Segunda ronda (1/64)  | Atlético Madrileño            | 1-0 | 1-0    | 1-0    |  |
| 1986-87   | Tercera ronda (1/32)  | Real Racing Club de Santander | 1-0 | 1-0    | 1-0    |  |
| 1986-87   | Cuarta ronda (1/16)   | Unión Deportiva Las Palmas    | 3-1 | 3-1    | 3-1    |  |
| 1986-87   | 1/8 final             | Club Atlético de Madrid       | 1-0 | 1-3    | 1-4    |  |

## Trayectoria
| Temp.   | División   | Pos. | Copa      |
| ------- | ---------- | ---- | --------- |
| 1970–71 | Preferente | ?    | 2.ª ronda |
| 1971–72 | Preferente | ?    | —         |
| 1972–73 | Preferente | ?    | —         |
| 1973–74 | Preferente | 6.º  | —         |
| 1974–75 | Preferente | 8.º  | —         |
| 1975–76 | Preferente | 13.º | —         |
| 1976–77 | Preferente | 9.º  | —         |
| 1977–78 | Preferente | 3.º  | —         |
| 1978–79 | Preferente | 4.º  | —         |
| 1979–80 | Preferente | 8.º  | —         |

| Temp.   | División   | Pos. | Copa      |
| ------- | ---------- | ---- | --------- |
| 1980–81 | Preferente | 2.º  | —         |
| 1981–82 | 3.ª        | 7.º  | —         |
| 1982–83 | 3.ª        | 7.º  | —         |
| 1983–84 | 3.ª        | 2.º  | 1.ª ronda |
| 1984–85 | 3.ª        | 1.º  | 1.ª ronda |
| 1985–86 | 3.ª        | 4.º  | 1.ª ronda |
| 1986–87 | 3.ª        | 8.º  | 1/8       |
| 1987–88 | 3.ª        | 10.º | —         |
| 1988–89 | 3.ª        | 4.º  | —         |
| 1989–90 | 3.ª        | 5.º  | —         |

| Temp.   | División   | Pos. | Copa      |
| ------- | ---------- | ---- | --------- |
| 1970–71 | Preferente | ?    | 2.ª ronda |
| 1971–72 | Preferente | ?    | —         |
| 1972–73 | Preferente | ?    | —         |
| 1973–74 | Preferente | 6.º  | —         |
| 1974–75 | Preferente | 8.º  | —         |
| 1975–76 | Preferente | 13.º | —         |
| 1976–77 | Preferente | 9.º  | —         |
| 1977–78 | Preferente | 3.º  | —         |
| 1978–79 | Preferente | 4.º  | —         |
| 1979–80 | Preferente | 8.º  | —         |

| Temp.   | División   | Pos. | Copa      |
| ------- | ---------- | ---- | --------- |
| 1980–81 | Preferente | 2.º  | —         |
| 1981–82 | 3.ª        | 7.º  | —         |
| 1982–83 | 3.ª        | 7.º  | —         |
| 1983–84 | 3.ª        | 2.º  | 1.ª ronda |
| 1984–85 | 3.ª        | 1.º  | 1.ª ronda |
| 1985–86 | 3.ª        | 4.º  | 1.ª ronda |
| 1986–87 | 3.ª        | 8.º  | 1/8       |
| 1987–88 | 3.ª        | 10.º | —         |
| 1988–89 | 3.ª        | 4.º  | —         |
| 1989–90 | 3.ª        | 5.º  | —         |

| Temp.   | División | Pos. |
| ------- | -------- | ---- |
| 1990–91 | 3.ª      | 1.º  |
| 1991–92 | 3.ª      | 1.º  |
| 1992–93 | 3.ª      | 2.º  |
| 1993–94 | 2.ªB     | 7.º  |
| 1994–95 | 2.ªB     | 13.º |
| 1995–96 | 2.ªB     | 9.º  |
| 1996–97 | 2.ªB     | 13.º |
| 1997–98 | 3.ª      | 3.º  |
| 1998–99 | 3.ª      | 1.º  |
| 1999–00 | 3.ª      | 2.º  |

| Temp.   | División | Pos. |
| ------- | -------- | ---- |
| 2000–01 | 3.ª      | 4.º  |
| 2001–02 | 3.ª      | 11.º |
| 2002–03 | 3.ª      | 6.º  |
| 2003–04 | 3.ª      | 14.º |
| 2004–05 | 3.ª      | 11.º |
| 2005–06 | 3.ª      | 1.º  |
| 2006–07 | 3.ª      | 6.º  |
| 2007–08 | 3.ª      | 9.º  |
| 2008–09 | 3.ª      | 8.º  |
| 2009–10 | 3.ª      | 6.º  |

| Temp.   | División | Pos. |
| ------- | -------- | ---- |
| 2010–11 | 3.ª      | 5.º  |
| 2011–12 | 3.ª      | 2.º  |
| 2012–13 | 2.ªB     | 5.º  |
| 2013–14 | 2.ªB     | 9.º  |
| 2014–15 | 3.ª      | 9.º  |
| 2015–16 | —        | —    |
| 2016–17 | —        | —    |
| 2017–18 | —        | —    |
| 2018–19 | —        | —    |
| 2019–20 | —        | —    |

| Temp.   | División | Pos. |
| ------- | -------- | ---- |
| 2020–21 | —        | —    |
| 2021–22 | —        | —    |
| 2022–23 | —        | —    |
| 2023–24 | 3.ª RFEF | 1.º  |

| Temp.   | División | Pos. |
| ------- | -------- | ---- |
| 1990–91 | 3.ª      | 1.º  |
| 1991–92 | 3.ª      | 1.º  |
| 1992–93 | 3.ª      | 2.º  |
| 1993–94 | 2.ªB     | 7.º  |
| 1994–95 | 2.ªB     | 13.º |
| 1995–96 | 2.ªB     | 9.º  |
| 1996–97 | 2.ªB     | 13.º |
| 1997–98 | 3.ª      | 3.º  |
| 1998–99 | 3.ª      | 1.º  |
| 1999–00 | 3.ª      | 2.º  |

| Temp.   | División | Pos. |
| ------- | -------- | ---- |
| 2000–01 | 3.ª      | 4.º  |
| 2001–02 | 3.ª      | 11.º |
| 2002–03 | 3.ª      | 6.º  |
| 2003–04 | 3.ª      | 14.º |
| 2004–05 | 3.ª      | 11.º |
| 2005–06 | 3.ª      | 1.º  |
| 2006–07 | 3.ª      | 6.º  |
| 2007–08 | 3.ª      | 9.º  |
| 2008–09 | 3.ª      | 8.º  |
| 2009–10 | 3.ª      | 6.º  |

| Temp.   | División | Pos. |
| ------- | -------- | ---- |
| 2010–11 | 3.ª      | 5.º  |
| 2011–12 | 3.ª      | 2.º  |
| 2012–13 | 2.ªB     | 5.º  |
| 2013–14 | 2.ªB     | 9.º  |
| 2014–15 | 3.ª      | 9.º  |
| 2015–16 | —        | —    |
| 2016–17 | —        | —    |
| 2017–18 | —        | —    |
| 2018–19 | —        | —    |
| 2019–20 | —        | —    |

| Temp.   | División | Pos. |
| ------- | -------- | ---- |
| 2020–21 | —        | —    |
| 2021–22 | —        | —    |
| 2022–23 | —        | —    |
| 2023–24 | 3.ª RFEF | 1.º  |

## Palmarés resumido

### Torneos nacionales
- 1 Tercera Federación: 2023-24.

- 5 Tercera División: 1984-85, 1990-91, 1991-92, 1998-99, 2005-06.

3 Subcampeonatos: 1983-84, 1992-93, 1999-00.
- 8 Campeonatos de España de Aficionados: 1959-60, 1961-62, 1962-63, 1963-64, 1964-65, 1965-66, 1966-67, 1969-70.

- 1 Copa de la Liga (3.ª División): 1983.

### Torneos regionales
- 2 Copas Federación (Autonómica de Madrid) : 2002-03, 2007-08.

- 12 Campeonatos Regionales de Aficionados: 1958, 1960, 1962, 1963, 1964, 1965, 1966, 1967, 1970, 1978, 1980, 1981.[18]

3 Subcampeonatos: 1971, 1972, 1973.
- 15 Copas Ramón Triana (1.ª Regional): 1943-44, 1954-55, 1955-56, 1957-58, 1960-61, 1961-62, 1962-63, 1963-64, 1964-65, 1965-66, 1966-67, 1967-68, 1968-69, 1970-71, 1972-73.

## Proveedores y patrocinadores
| Periodo      | Proveedor             | Patrocinador |
| ------------ | --------------------- | ------------ |
| 1952-1960    | Ninguno               | Ninguno      |
| 1960-1981    | Mont-Halt             | Ninguno      |
| 1981-1982    |                       | Ninguno      |
| 1982-1985    |                       |              |
| 1985-1986    |                       |              |
| 1986-1989    |                       |              |
| 1989-1990    | ILAS S. A. Reny Picot |              |
| 1990-1992    |                       |              |
| 1992-1994    |                       |              |
| 1994-1998    |                       |              |
| 1998-1999    |                       | MoviStar     |
| 1999-2001    |                       |              |
| 2001-2002(1) | Ninguno               |              |
| 2002-2005    |                       |              |
| 2005-2006    |                       |              |
| 2006-2007    |                       |              |
| 2007-2013    |                       |              |
| 2013-2015(2) |                       |              |
| 2023–2026(3) |                       |              |
| 2026-2028    | Desconocido           |              |

Notas: No fue hasta la década de 1980 cuando el club adoptó la incorporación de patrocinadores y publicidad en su uniforme. Hasta entonces las firmas o fábricas deportivas que confeccionaban la vestimenta no se encontraban patentes ni a la vista.